# Kahlo (cràter)
Kahlo és un cràter d'impacte en el planeta Venus de 35,6 km de diàmetre. Porta el nom de Frida Kahlo (1910-1954), pintora mexicana, i el seu nom va ser aprovat per la Unió Astronòmica Internacional el 1994.